# Chimerarachne yingi
Chimerarachne es un género de arácnidos extintos que contiene una sola especie Chimerarachne yingi. Los fósiles de Chimerarachne fueron descubiertos en el ámbar birmano de Myanmar, que data de mediados del cretácico, hace unos 100 millones de años. Su clasificación es controvertida, ya sea por ser un uraranoide o un clado separado más cercano a las arañas. Estos fósiles se asemejan a las arañas al tener dos de sus características definitorias principales: las hileras para hilar la seda y un órgano masculino modificado en el pedipalpo para transferir los espermatozoides. Al mismo tiempo, retienen una cola parecida a un látigo, más bien como la de un escorpión látigo y urarano. Chimerarachne no es ancestral a las arañas, siendo mucho más joven que las arañas más antiguas que se conocen del Carbonífero, pero parece ser un sobreviviente tardío de un grupo extinto que probablemente estuvo muy cerca de los orígenes de las arañas. Sugiere que solía haber animales con forma de araña y colas que vivieron junto a arañas verdaderas durante al menos 200 millones de años.

## Etimología
El nombre está tomado de la quimera , un monstruo de la mitología griega compuesto de partes de diferentes animales, junto con el sufijo "aracné" del legendario tejedor que se transformó en una araña por insultar a los dioses. El nombre de la especie honra a Yanling Ying que recolectó uno de los especímenes.

## Características
Las piernas y el cuerpo de Chimerarachne generalmente es similar al de cualquier araña. Los quelíceros (partes bucales) son similares a los de las arañas pertenecientes a los mesotelos o migalomorfos. El colmillo no tenía pelillos, una característica típica de las arañas, pero no está claro si los animales tenían veneno o no. El pedipalpo masculino tiene un órgano palpal que consiste en el tarso (o cilio), que se divide en la punta en dos lóbulos largos, y un bulbo palpable simple similar al de algunas arañas migalomorfas pero aparentemente menos complejo que el bulbo de los mesotelos.
El abdomen está segmentado, como el de una araña Mesothelae. Sin embargo, a diferencia de estas, hay varios segmentos cilíndricos cortos en la parte posterior de los cuales emerge una larga cola segmentada (o flagelo). El abdomen también tiene hileras en la parte inferior, y estos son especialmente interesantes dado que se asumió ampliamente que las arañas inicialmente debían tener cuatro pares en el medio de la parte inferior, como en las modernas arañas Mesothelae. Por el contrario, Chimerarachne tiene dos pares de hileras bien desarrolladas hacia la parte posterior del abdomen que son similares a las de los mesotelios y que probablemente son equivalentes a las hileras laterales anteriores (ALS) y las hileras laterales posteriores (PLS) de las arañas modernas. Sin embargo, no hay hileras medianas posteriores. En el lugar donde se esperarían las hileras medianas anteriores (AMS) en las arañas, hay un par de espigas rechonchas que podrían ser hileras en proceso de formación.

## Estudios
Cuatro especímenes de Chimerarachne yingi son conocidos hasta ahora. Dos pares de especímenes fueron adquiridos de forma independiente por dos equipos de investigación diferentes durante el verano de 2017. Sus resultados fueron publicados consecutivamente en febrero de 2018 en la revista Nature Ecology and Evolution .
Las dos publicaciones coinciden en la anatomía básica y la importancia de estos fósiles, pero difieren ligeramente en la interpretación de la posición del Chimerarachne el árbol de la vida arácnido. El Hang et al.estudy colocó a Chimerarachne un poco más distante de las arañas y como parte de una orden de arácnido extinta conocida como Uraraneida, que también tiene forma de araña y tiene una cola, pero que antes no se pensaba que tuviera hileras. Los fósiles plantean la cuestión de si las arañas deberían definirse mediante la adquisición de hileras y un órgano pedipalpo masculino o se definen por haber perdido la cola.